# Ontígola
Ontígola ist eine zentralspanische Gemeinde mit 4.992 Einwohnern (Stand: 2024) in der Provinz Toledo der Region Kastilien-La Mancha. 

## Lage und Klima
Ontígola liegt im Norden der historischen Landschaft der La Mancha ca. 40 km (Fahrtstrecke) östlich der Stadt Toledo in einer Höhe von ca. 605 m. Der Tajo begrenzt die Gemeinde im Nordosten. Durch die Gemeinde führt die Autovía A-4. 
Das Klima im Winter ist rau, im Sommer dagegen trocken und warm; der spärliche Regen (ca. 458 mm/Jahr) fällt überwiegend in den Wintermonaten.

## Bevölkerungsentwicklung
| Jahr      | 1970 | 1981 | 1991 | 2001 | 2011 | 2021 |
| Einwohner | 784  | 848  | 773  | 1340 | 3979 | 4743 |

Die Zuwanderung aus den ländlichen Regionen des Umlandes hat ganz wesentlich zu der kontinuierlichen Zunahme der Einwohnerzahlen beigetragen.

## Wirtschaft
Das Umland von Yepes war und ist im Wesentlichen landwirtschaftlich geprägt; die Menschen lebten weitgehend als Selbstversorger. Durch die Ansiedlung von Dienstleistungs- und Industrieunternehmen ist der Anteil der Beschäftigten in der Landwirtschaft unter 1 % der Erwerbstätigen gefallen. 

## Sehenswürdigkeiten
- Burgruine von Oreja, zunächst muslimische Befestigung aus dem 11. Jahrhundert, im 12. Jahrhundert mehrfach wechselnde Herrschaft über die Burg
- Kirche Mariä Empfängnis (Iglesia de Nuestra Señora de la Concepción)

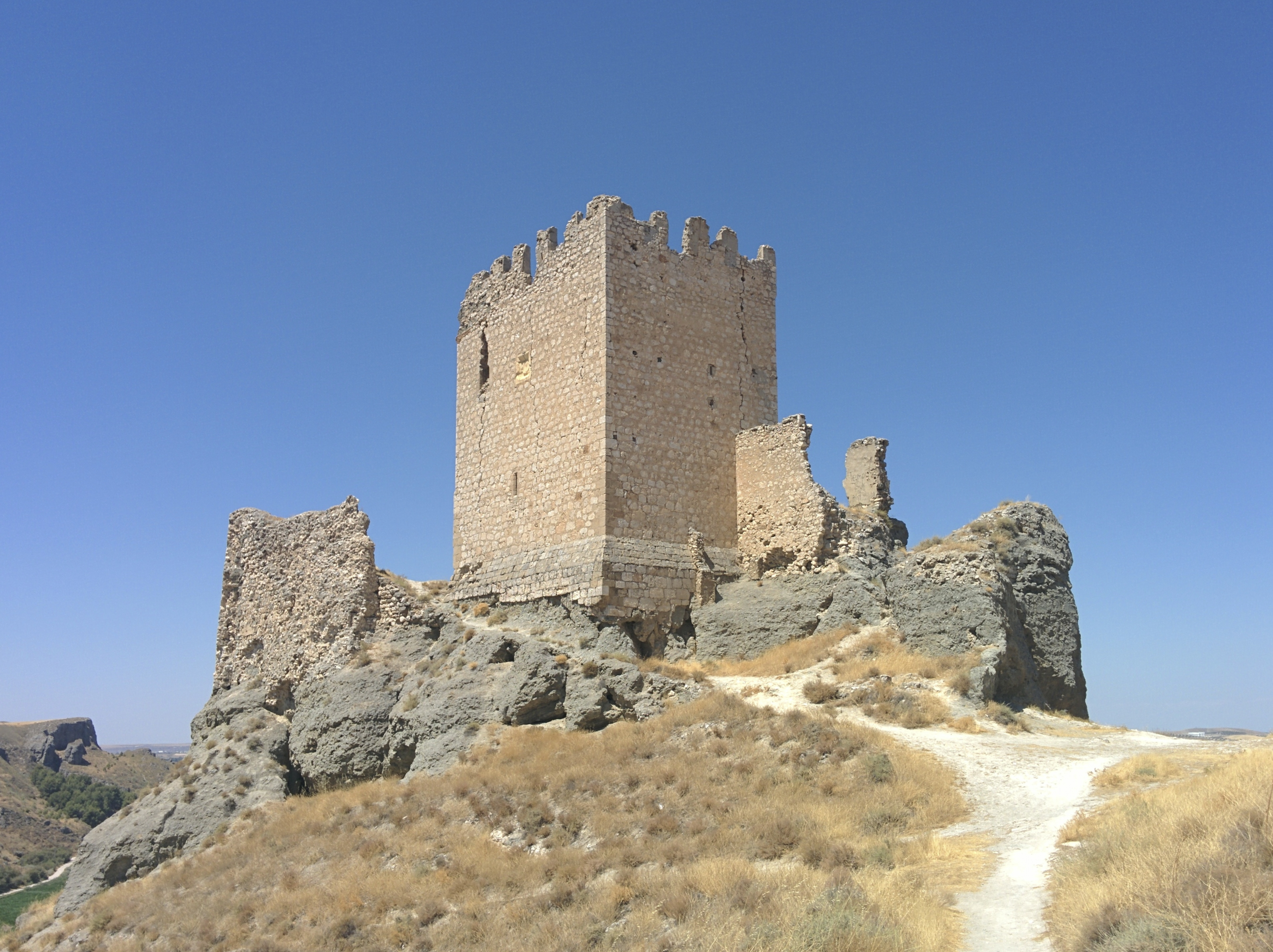
Burgruine von Oreja
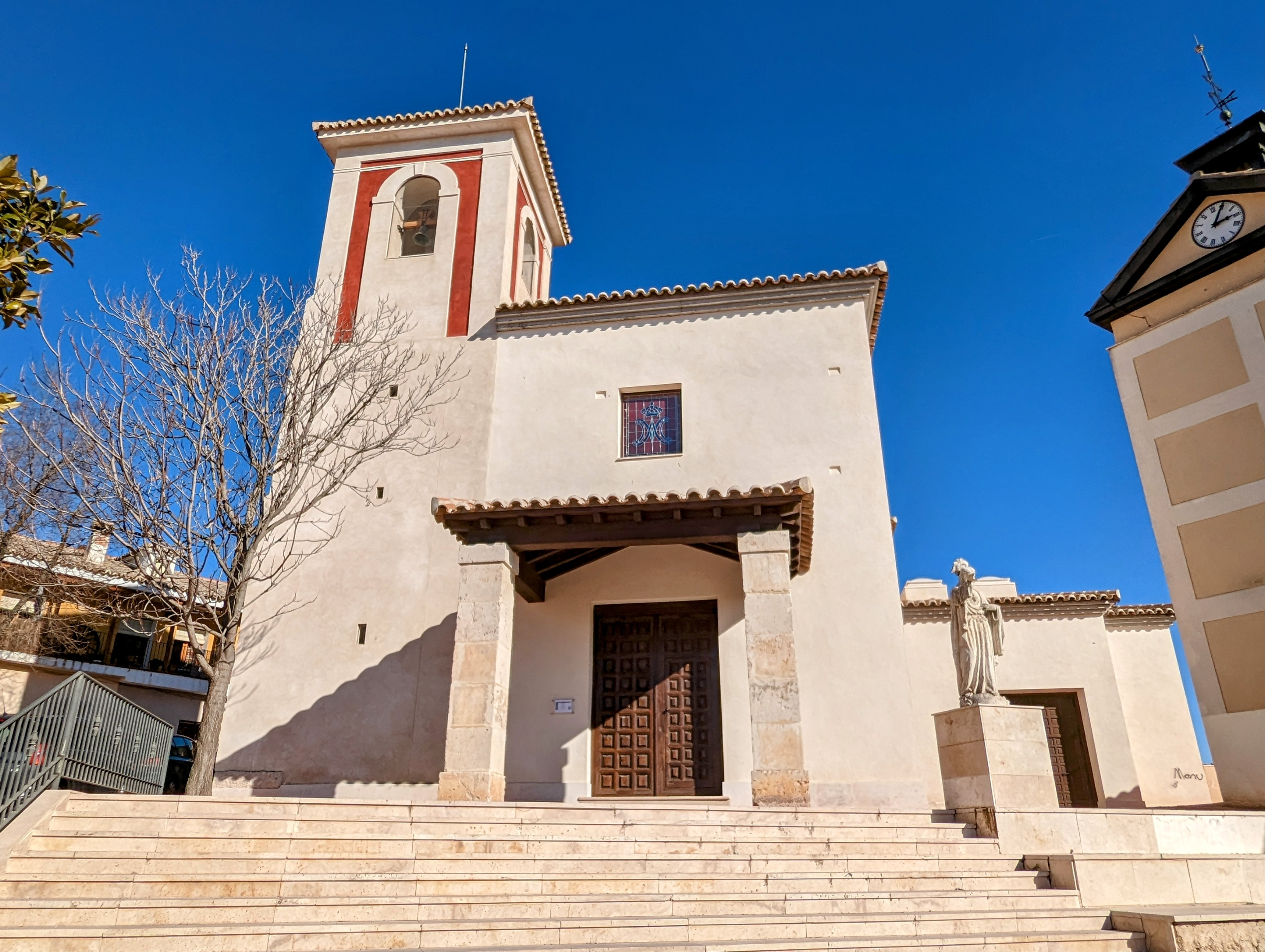
Kirche Mariä Empfängnis
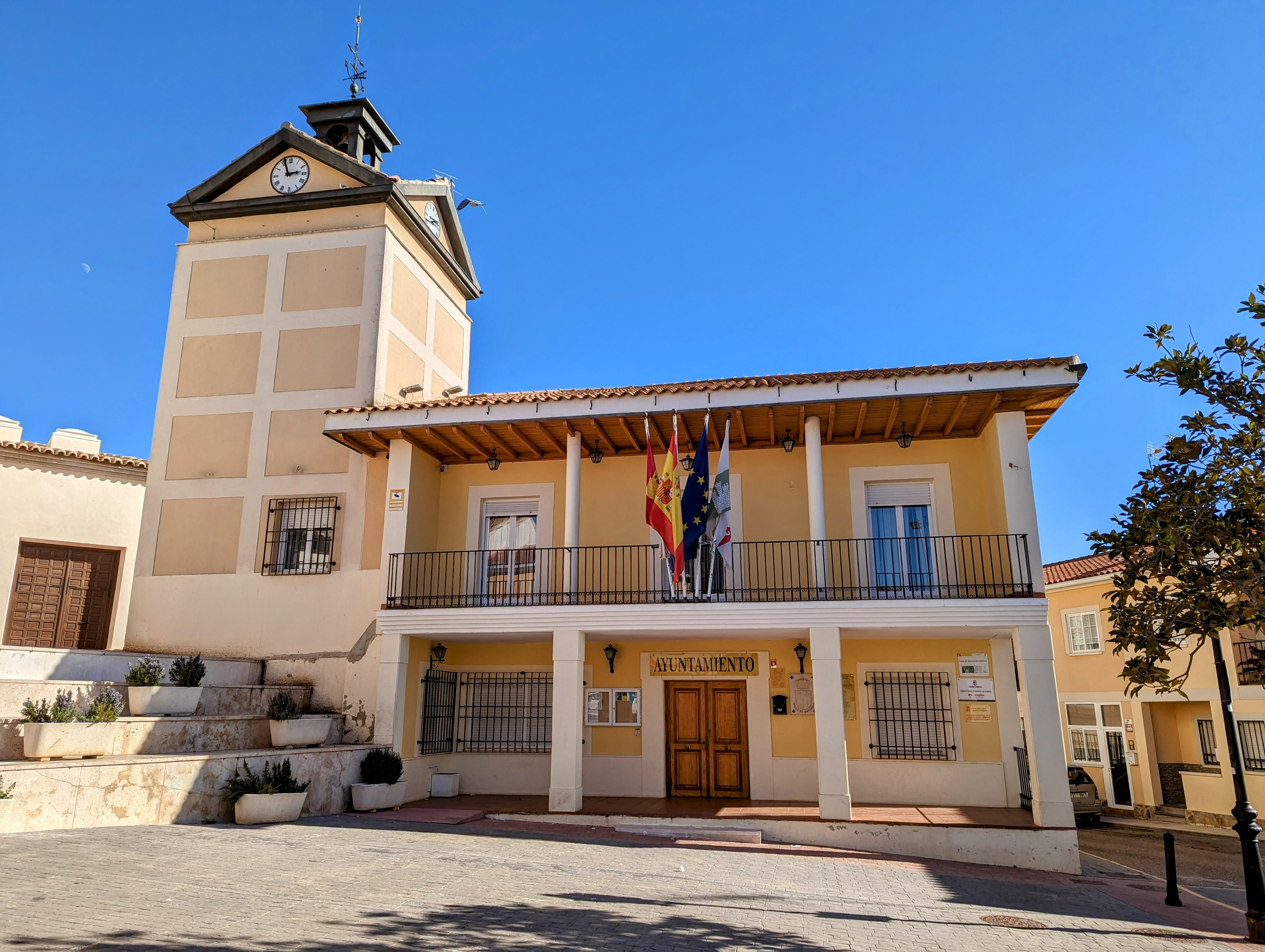
Rathaus

## Persönlichkeiten
- Francisco Molinero Calderón (* 1985), Fußballspieler